# Hypsauchenia aspera
Hypsauchenia aspera är en insektsart som beskrevs av Buckton. Hypsauchenia aspera ingår i släktet Hypsauchenia och familjen hornstritar. Inga underarter finns listade i Catalogue of Life.